# Texarkana and Fort Smith Railway
Le Texarkana and Fort Smith Railway (T&FS) était un chemin de fer américain de classe I en exploitation dans le Texas. Apparu en 1885 sous le nom de  Texarkana and Northern Railway, il finit par être contrôlé par le Kansas City Southern Railway.

## Histoire
Ce fut sous le nom de Texarkana and Northern Railway qu'il fut créé le 18 juin 1885. Sa ligne servit d'abord à l'exploitation forestière de la région de Texarkana. 

### Progression vers le nord
Le 9 juillet 1889, il adopta le nom de Texarkana & Fort Smith Railway et sa nouvelle charte lui permit de construire au nord de la rivière Rouge jusqu'à Fort Smith. Il atteignit Ashdown cette même année, Wilton en 1892, et Mena en 1897.

### Progression vers le sud
Le Kansas City, Pittsburgh & Gulf Railroad (KCP&G), développé par Arthur Edward Stilwell, prit le contrôle du T&FS le 13 décembre 1892, afin de relier Kansas City à Galveston sur le Golfe du Mexique. Le 10 mai 1893, le T&FS reçut l'autorisation de relier Texarkana au Golfe du Mexique en passant par l'Arkansas, le Texas et la Louisiane. Grâce à l'acquisition de terrains sur les rives du Lac Sabine, Stilwell décida de rejoindre le golfe plus à l'est que ce qui était prévu; il choisit comme terminus un lieu qu'il baptisa Port Arthur (comme son prénom). La portion Port Arthur / Beaumont fut ouverte le 1er juin 1896. Et la totalité de la ligne du KCP&G entre Kansas City et Port Arthur fut opérationnelle le 1er novembre 1897. La ligne principale du T&FS comprenait 169 km dans l'Arkansas et 127 km au Texas; par contre elle ne passait pas en Louisiane.
À la suite de la Panique de 1893, une bonne partie du financement d KCP&G provenait d'investisseurs hollandais; Stilwell les honora en attribuant des noms hollandais aux villes nouvelles traversées par le T&FS, comme Mena et DeQueen dans l'Arkansas, ou Nederland au Texas.

### LeXXesiècle
Après la forclusion du Kansas City, Pittsburgh & Gulf, le Kansas City Southern Railway en profita pour racheter son capital le 1er avril 1900. 
Après que l'Interstate Commerce Commission (ICC) a annulé l'Article X de la Constitution du Texas (obligeant toute compagnie de chemin de fer située sur son territoire à y localiser son siège social), le Texarkana and Fort Smith Railway fut loué au Kansas City Southern en 1934. La fusion eut lieu le 31 décembre 1943.